# جيفي

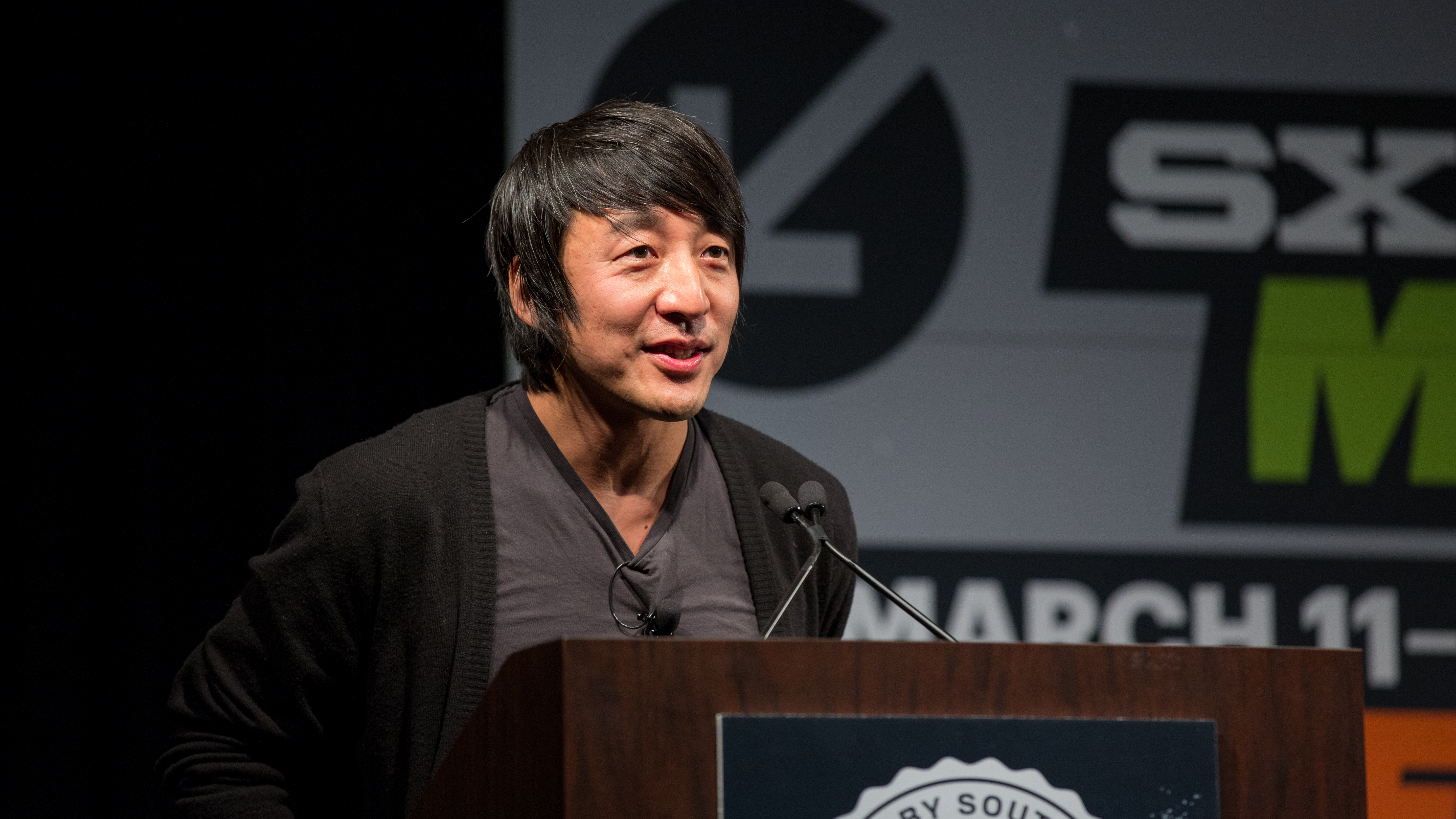
أليكس شونغ أحد مؤسسي موقع جيفي، تاكساس، مارس 2016

جيفي (بالإنجليزية: GIPHY)، هي قاعدة بيانات ومحرك بحث أمريكي على الإنترنت، تسمح للمستخدمين بالبحث عن مقاطع الفيديو القصيرة ومشاركتها بدون صوت، أو ما يطلق عليه بالصور المتحركة وتسمى بـ جي آي إف (GIF)، في 15 مايو 2020، تم شراء جيفي بواسطة ميتا مقابل 400 مليون دولار.

## تاريخ الموقع
تم تأسيس موقع جيفي من قبل Alex Chung و Jace Cooke في فبراير 2013. عندما أطلق الموقع كان يعمل فقط كمحرك بحث لملفات جي آي إف (GIF)، اجتذب الموقع حوالي مليون مستخدم خلال أسبوعه الأول واستقر الرقم إلى 300000.
في أغسطس 2013، تم السماح للمستخدمين بنشر ملفات جي آي إف (GIF) وتضمينها ومشاركتها على موقع فيسبوك، صنف كأفضل 100 موقع ويب لعام 2013 وفقًا لمجلة بي سي، بعد ثلاثة أشهر أصبح بإمكان المستخدمين مشاركة ملفات جي آي إف (GIF) على موقع تويتر ببساطة عن طريق مشاركة الرابط الخاص بـ جي آي إف (GIF).
في أكتوبر 2016، أعلن موقع جيفي أن لديه 100 مليون مستخدم نشط يوميًا، وأن الزوار يشاهدون أكثر من مليوني ساعة من محتوى جي آي إف كل يوم، في يوليو 2017، أعلن جيفي أن لديه 200 مليون مستخدم نشط يوميًا، مع حوالي 250 مليون مستخدم نشط شهريًا على الموقع.
في مايو 2020، تم الإعلان عن شراء جيفي بواسطة فيسبوك، وبلغ سعر الشراء المبلغ عنه 400 مليون دولار.

## وصلات خارجية
- الموقع الرسمي